# Casa del Moralista
La casa del Moralista (anche casa di C. Arrius Crescens e di M. Epidius Hymenaeus) (III 4, 2–3) si trova nell'antica Pompei. Si tratta più esattamente di due abitazioni collegate tra loro. Sono state scavate nel 1916 e nel 1917. Nel novembre 2010, parte del muro perimetrale è stato interessato da un crollo.

## Descrizione
La casa piccola (III 4, 2) ha un atrio e diverse stanze intorno. Un bombardamento nel 1943 causò danneggiamenti a varie parti della casa, tra cui un soffitto dipinto. Al contrario della maggior parte delle case con atrio non c'è un impluvium, che serviva per la raccolta dell'acqua piovana. La casa III 4, 3, notevolmente più grande, non era stata restaurata – con gli scavi fu trovata ancora una quantità di calce necessaria per il restauro, quando Pompeii nel 79 d.C. rimase sepolta.
La maggior parte delle stanze sono non rintonacate. Da notare che, al momento della distruzione, l'unica camera restaurata era il triclinio, con la sua semplice decorazione pittorica. Tre distici moralistici, che danno il nome alla casa, decorano le pareti. Non è chiaro fino a che punto siano ironici.
Poiché nel pavimento non sono stati trovati resti di una copertura, si può supporre che il soffitto fosse costituito da tessuto e che si trattasse di un triclinium estivo. Si apriva a un ampio giardino nel cui centro sorgeva una statua di Diana.
Il nome di M. Epidius Hymenaeus appare su cinque manifesti elettorali sulla facciata della casa. Il nome si trova anche su sei anfore vinarie che si trovano nella casa, ed è noto da una tavoletta di cera di Caecilius Iucundus, databile al 56 d.C.;  M. Epidius Hymenaeus era dunque un commerciante di vini e probabilmente uno dei proprietari della casa. Altri nomi che appaiono nella casa sono C. Arrius Crescens e T. Arrius Polites. Tutti furono commercianti di vini e forse abitavano insieme entrambe queste unità immobiliari.

### Distici
Distico sulla parete destra:
Abluat unda pedes, puer et detergeat udos
Mappa torum velet, lintea nostra cave!
„L'acqua lavi i piedi e lo schiavo le deterga bagnati; il tovagliolo stia sopra il cuscino, e cura la nostra biancheria”
Distico sulla parete sinistra:
(Insanas) lites odiosaque iurgia differ
Si potes aut gressus ad tua tecta refer!
„Rimanda le insane (?) liti e gli odiosi contrasti, se puoi o, uscito, torna a casa.“
Distico sulla parete di fondo:
Lascivos voltus et blandos aufer ocellos
Coniuge ab alterius sit tibi in ore pudor!
„Tieni lontani sguardi lascivi e occhi dolci dalla moglie di un altro: abbia tu pudore nel volto.“